# Chakma (taal)
Chakma is een natuurlijke taal die wordt gesproken door de Chakma's, een bevolkingsgroep in Bangladesh (ongeveer 352.000) en India (ongeveer 100.000). Chakma is een Indo-Europese taal. Het is nauw verwant aan het Chittagonian, het grootste verschil is de woordenschat, de structuur en grammatica zijn zeer verwant.
Chakma heeft een eigen schrift, maar dat wordt tegenwoordig niet vaak meer gebruikt. De taal wordt voornamelijk in Bengaals schrift geschreven.
Er zijn aanwijzingen dat de Chakma's oorspronkelijk een Tibetaans-Burmaanse taal spraken.